# Bernard Haller

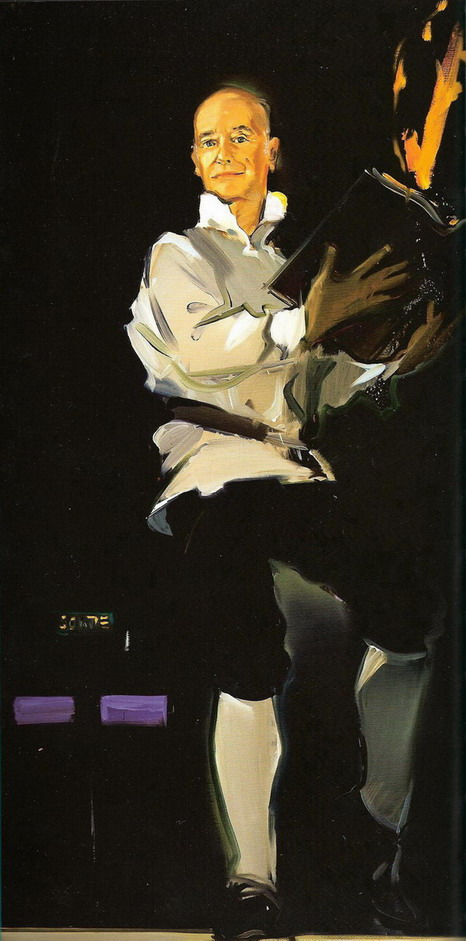
Bernard Haller, von Jean Arcelin

Bernard Haller (* 5. Dezember 1933 in Genf; † 24. April 2009 ebenda) war ein Schweizer Schauspieler und Komiker.

## Leben
Haller begann ein Studium der Veterinärmedizin, das er abbrach und nach Paris zog, wo er als Schauspieler an Kleinkunstbühnen und in Zirkussen auftrat.
Er war Mitbegründer der Theaterbühne Le Moulin à poivre im Genfer Hotel Calvy. Bis 1971 unternahm er Tourneen mit Jacques Brel, Juliette Gréco und Marlene Dietrich, die ihn nach Süd- und Zentralafrika, England, Kanada und den USA führten.
1971 präsentierte er sein erstes eigenes Kabarett-Programm Et alors? im Genfer Théâtre de Poche. Bis 1994 folgten fünf weitere Programme, die er auch in der Deutschschweiz zeigte. Markenzeichen waren neben seinem Sprachwitz – er nannte sich selbst „Melankomiker“ („mélancomique“) – besonders seine Geräuschimitationen. Er agierte als Schauspieler in über 70 Fernseh- und Kinofilmen; bei zwei Filmen arbeitete er auch am Drehbuch mit. Sein Schaffen ist zudem auf Schallplatten sowie in seinem Buch Dits et inédits von 1981 dokumentiert.
1972 erhielt er den Prix du Brigadier, 1975 den Prix dramatique der französischen Société des auteurs et compositeurs und 1983 den Grand Prix de l’humour. 1995 wurde ihm der Ordre des Arts et des Lettres (Komtur) zuteil.

## Filmografie (Auswahl)
- 1960: Sergent X
- 1964: Das Zauberkarussell (Le Manège enchanté) (TV-Serie, Stimme)
- 1971: La Vie facile
- 1972: Le Soldat Laforêt
- 1973: Ich weiß von nichts und sage alles (Je sais rien mais je dirai tout)
- 1973: Die tollen Charlots: Wir viere sind die Musketiere (Les Quatre Charlots mousquetaires)
- 1974: Hilfe, mein Degen klemmt (Les Charlots en folie: À nous quatre Cardinal!)
- 1977: Le Diable dans la boîte
- 1978: Lucky Luke – Sein größter Trick (La Ballade des Dalton)
- 1978: La Jument vapeur
- 1978: Der kleine Spinner mit dem großen Socken (Chaussette surprise)
- 1979: Mein Partner Davis (L’associé)
- 1981: Le Roi des cons
- 1983: Le Braconnier de Dieu
- 1983: Lucky Luke – Das große Abenteuer (Les Dalton en cavale) (Stimme)
- 1984–1985: Lucky Luke (TV-Serie, Stimme)
- 1988: Bonjour l’angoisse
- 1993: Ein Schluck mit Folgen (Coup de jeune)
- 1993: Nestor Burmas Abenteuer in Paris (Nestor Burma) (TV-Serie, eine Folge)
- 1994: Eugénie Grandet (TV-Film)
- 1995: Unschuldige Lügen (Innocent Lies)
- 1997: Maigret (TV-Reihe, eine Folge)
- 2005: L’auberge espagnole – Wiedersehen in St. Petersburg (Les Poupées russes)
- 2005: Galilée ou L’Amour de Dieu (TV-Film)
- 2007: Sa majesté Minor
- 2006: Die roten Nadeln (Les Aiguilles rouges)